# Shirai Atsushi
Atsushi Shirai (sinh ngày 18 tháng 4 năm 1966) là một cầu thủ bóng đá người Nhật Bản.

## Sự nghiệp câu lạc bộ
Atsushi Shirai đã từng chơi cho Tanabe Pharmaceutical, Consadole Sapporo, Gamba Osaka, JEF United Ichihara và Omiya Ardija.